# (36376) 2000 OH17
2000 OH17 (asteroide 36376) é um asteroide da cintura principal. Possui uma excentricidade de 0.09693060 e uma inclinação de 2.27372º.
Este asteroide foi descoberto no dia 23 de julho de 2000 por LINEAR em Socorro.